# Посттеизм
Посттеи́зм — вариант нетеизма, который предполагает в себе отвержение религии не столько из-за того, что она устарела, сколько принадлежит к прошедшей стадии развития человека. Данный термин появляется в христианской либеральной и постхристианской теологии.

## История
Одна из старых индуистских школ, Санхья, утверждает, что «Бог» был необходимым метафизическим предположением, которое требовало доказательств, но в итоге не может быть допущен к существованию из-за отсутствия доказательств.
Фрэнк Хью Фостер в 1918 году в докладе заявил, что современная культура пришла к «посттеистическому этапу», в котором человечество овладело полномочиями на творчество, которое ранее было направлено на Бога.
Денис Тёрнер утверждает, что Карл Маркс не противопоставляет атеизм теизму, но полностью отверг выбор Людвига Фейербаха, позицию, которая утверждала, что посттеизм обязательно должен быть постатеизмом.